# Schefflera pimichinensis
Schefflera pimichinensis är en araliaväxtart som beskrevs av Maguire, Steyerm. och David Gamman Frodin. Schefflera pimichinensis ingår i släktet Schefflera och familjen araliaväxter. Inga underarter finns listade.